# Szpital Specjalistyczny w Brzezinach
Szpital Specjalistyczny w Brzezinach – szpital w Brzezinach w województwie łódzkim. Szpital liczy 10 oddziałów. W 2014 roku w szpitalu otwarto pierwsze w Polsce Centrum Leczenia Chorób Jelita Grubego.

## Historia
Szpital założono w 1886 roku. Początkowo znajdował się on w zaadaptowanym do tego budynku przy ulicy Ogińskich. Na początku XX w. szpital przeniesiono do nowego budynku. W 1913 roku szpital przeszedł pierwszy remont. Na początku lat 20 XX w. szpital został przejęty Powiatowy Związek Komunalny, który to rozpoczął przebudowy budynku. Przebudowany budynek otwarto 7 października 1924 roku, po przebudowie mógł przyjąć 50 pacjentów. W uroczystości otwarcia szpitala uczestniczył ówczesny wojewoda Ludwik Darowski, a poświęcenia placówki dokonał ks. bp. Wincenty Tymieniecki. 
4 września 1939 roku szpital został zbombardowany przez lotnictwo hitlerowskie, a do stycznia 1945 roku budynek został całkowicie zdewastowany. W latach 50 XX w. budynek odbudowano i pod koniec dekady rozpoczęły funkcjonowanie w nim działy położnictwa, onkologii, chirurgii, w szpitalu wykonywano też zdjęcia rentgenowskie.
Po 1989 roku działał jako Samodzielny Publiczny Zakład Opieki Zdrowotnej w Brzezinach.
Od 1 stycznia 2002 roku, szpital jest nadzorowany przez powiat brzeziński. Od 2008 roku szpitalem zarządza spółka Powiatowe Centrum Zdrowia w Brzezinach.
W 2013 roku rozpoczęła się kolejna rozbudowa szpitala. W rozbudowę zainwestowano 30 milionów złotych. Przebudowa objęła dobudowanie jednego piętra w budynku oraz modernizację sali szpitalnych oraz bloku operacyjnego. W październiku 2014 roku otwarto szpital po przebudowie. W szpitalu otwarto pierwsze w Polsce Centrum Leczenia Chorób Jelita Grubego oraz Oddział Chemioterapii Dziennej.

## Oddziały
- Szpitalny Oddział Ratunkowy
- Wieloprofilowy Pododdział Zabiegowy
- Oddział Chirurgii Ogólnej i Onkologicznej
- Pododdział Urazowo-Ortopedyczny
- Ośrodek Endoskopii Zabiegowej i Bariatrycznej
- Oddział Chorób Wewnętrznych
- Oddział Położniczno-Ginekologiczny
- Oddział Pediatryczno-Neonatologiczny
- Oddział Chemioterapii Dziennej
- Oddział Intensywnej Terapii i Anestezjologii (OIOM)

.